# Owen Teale
Owen Teale, né le 20 mai 1961 à Swansea (pays de Galles), est un acteur britannique.

## Biographie
Owen Teale est né le 20 mai 1961 à Swansea, pays de Galles. Il a un frère, Robert Teale.
Il a étudié à la Guildford School of Acting, dans le Surrey, en Angleterre.

### Vie privée
Il a été marié à Dilys Watling, avec qui il a eu un fils, Ion Teale, né en 1986.
Il est marié à l'actrice Sylvestra Le Touzel depuis 2001. Ils ont deux filles, Eliza Teale, née en 1998 et Grace Teale, née en 2002.

## Filmographie

### Cinéma

#### Longs métrages
- 1989 : War Requiem de Derek Jarman : le Soldat inconnu
- 1991 : Robin des Bois (Robin Hood) de John Irvin : Will Scarlett
- 1993 : The Hawk de David Hayman : Ken Marsh
- 1996 : Marco Polo : Haperek Ha'aharon de Rafi Bukai : Adolph
- 1999 : La Cerisaie (O Vissinokipos) de Michael Cacoyannis : Lophakin
- 2001 : The Search for John Gissing de Mike Binder : Giles Hanagan
- 2004 : Le roi Arthur de Antoine Fuqua : Pelagius
- 2007 : La Dernière Légion (The Last Legion) de Doug Lefler : Vatrenus
- 2008 : Inconceivable de Mary McGuckian : Richard Newman
- 2009 : It's Alive de Josef Rusnak : Sergent Perkins
- 2011 : Hunky Dory de Marc Evans : Le père de Davy
- 2013 : The Fold de John Jencks : Edward Ashton
- 2016 : Nocturne de Konstantinos Frangopoulos : Murray
- 2019 : Tolkien de Dome Karukoski : Directeur Gilson
- 2020 : Dream Horse d'Euros Lyn : Brian Vokes
- 2022 : Save the Cinema de Sara Sugarman : Darek

#### Courts métrages
- 2002 : Auto da Fe de Tim Mercier : Tom
- 2008 : A Meeting at Last de Konstantinos Frangopoulos : Eric
- 2011 : Act of Memory : A Christmas Story de Jack Ryder : Le père
- 2016 : Panic de James Cookson : Thomas
- 2019 : My Dad's Name Was Huw. He Was an Alcoholic Poet de Freddie Griffiths : Huw Griffiths
- 2021 : Salt Water Town de Dan Thorburn : Glenn

### Télévision

#### Séries télévisées
- 1985 : Doctor Who : Maldak
- 1986 : David Copperfield : Ham Peggotty
- 1987 : Knights of God : Dai
- 1989 : Great Expectations : Mr Drummle
- 1990 : Waterfront Beat : Sergent Mike McCarthy
- 1990 : Boon : Philip Braithwaite
- 1995 : Mister Fowler, brigadier-chef (The Thin Blue Line) : Gary
- 1995 : Dangerous Lady : Terry Patterson
- 1996 : Inspecteur Wexford (The Ruth Rendell Mysteries) : Bob North
- 1996 : L'histoire du samedi : Alan
- 1996 : Dangerfield : Dave Chapman
- 1996 : Wilderness : Dan Somers
- 1999 : Cléopatre (Cleopatra) : Grattius
- 1999 : Ballykissangel : Conor Devlin
- 2001 : Beast : Mr Head
- 2004 : Island at War : Wilf Jonas
- 2005 : Inspecteur Barnaby (Midsomer Murders) : Mal Kirby
- 2005 : La Loi de Murphy (Murphy's Law) : Paul Allsion
- 2005 : Timewatch : Erucius
- 2005 : Donovan : Ronnie Paxton
- 2006 : Torchwood : Evan Sherman
- 2007 : Inspecteur Lewis (Lewis) : Nicky Turnbull
- 2007 : The Last Detective : Tom Cornell
- 2008 : The Children : Peter
- 2011 : Silk : Brian Forgett
- 2011 / 2014 - 2016 : Game of Thrones : Alliser Thorne
- 2012 : The Hollow Crown : Fluellen
- 2012 / 2021 : Line of Duty : Philip Osborne
- 2012 : Kidnap and Ransom : Robert Holland
- 2012 - 2013 : Stella : Dai Kosh
- 2015 : River : Marcus McDonald
- 2016 : Ripper Street : Felix Hackman
- 2016 : Les mystères de Londres (Houdini and Doyle) : Professeur Havensling
- 2017 : Pulse : Chad Berger
- 2018 - 2022 : A Discovery of Witches : Peter Knox
- 2019 : Traitors : St John Symonds
- 2019 : Deep State : Hal Weaver
- 2021 : The Pembrokeshire Murders : Gerard Elias
- 2023 : The Rig : Hutton

#### Téléfilms
- 1989 : Chronique d'un amour impossible (The Fifteen Streets) de David Wheatley : John O'Brien
- 1995 : The Vacillations of Poppy Carew de James Cellan Jones : Edmund Platt
- 1996 : Mort d'un commis voyageur (Death of a Salesman) de David Thacker : Happy
- 2001 : Conspiration (Conspiracy) de Frank Pierson : Roland Freisler
- 2004 : Judas de Charles Robert Carner : Flavius
- 2005 : Marian, Again de David Drury : Bernie Sullivan
- 2006 : Tsunami : Les jours d'après (Tsunami : The Aftermath) de Bharat Nalluri : James Peabody